# 마이 리틀 포니: 이퀘스트리아 걸스 - 선셋의 백스테이지 패스
마이 리틀 포니: 이퀘스트리아 걸스 - 선셋의 백스테이지 패스(영어: My Little Pony : Equestria Girls – Sunset's Backstage Pass)는 해즈브로의 마이 리틀 포니: 이퀘스트리아 걸스 토이라인 및 미디어 프랜차이즈를 기반으로 한 2019년 캐나다-미국 플래시 애니메이션 1시간 TV 스페셜이다. 스페셜은 2019년 7월 27일 디스커버리 패밀리에서 방영되었다.

## 줄거리
휴메인 세븐는 2 일간의 라이브 음악 이벤트 인 스타스월 뮤직 페스티벌을 방문한다. 선셋 쉬머와 핑키 파이는 보컬리스트 / 기타리스트 키위 롤리팝 (K-Lo)과 드러머 슈퍼노바 잽 (Su-Z)으로 구성된 가장 좋아하는 팝 듀오 인 포스트크러쉬의 재회 공연을 기대하고 있다.

## 목소리 출연
- 박지윤
- 여민정
- 조현정
- 김율
- 조경이
- 박소라
- 은영선